# Al-Mahatta al-Hararijja
Al-Mahatta al-Hararijja – osiedle w Syrii, w muhafazie Aleppo, w dystrykcie As-Safira. W 2004 roku liczyło 1861 mieszkańców.